# Nati nel 1383
| Questa pagina contiene informazioni ricavate automaticamente dalle voci biografiche con l'ausilio del template Bio e di un bot. L'aggiornamento è periodico e automatico e ricostruisce completamente la pagina. Se manca una persona in questa lista, sei pregato di non aggiungerla, ma accertati piuttosto che la sua voce biografica contenga il template Bio e che i dati anagrafici siano correttamente compilati. Se il template Bio manca, inseriscilo tu stesso o, in alternativa, metti l'avviso {{tmp\|Bio}} che ne segnala la mancanza. Se i dati riportati sono sbagliati, correggi direttamente la voce biografica; le modifiche saranno visibili in questa lista entro pochi giorni. Per chiarimenti vedi il progetto biografie. La lista contiene solo le 10 persone che sono citate nell'enciclopedia e per le quali è stato implementato correttamente il template Bio. Pagina aggiornata al 18 ago 2025. |

- 11 gennaio - Papa Eugenio IV, papa, vescovo cattolico e cardinale italiano († 1447)
- 26 giugno - Francesco III da Carrara, condottiero italiano († 1406)
- 4 settembre - Amedeo VIII di Savoia, nobile († 1451)
- 9 novembre - Niccolò III d'Este, marchese († 1441)
- Giorgio Arianiti, generale e patriota albanese († 1462)
- Elisabetta di Baviera-Landshut, nobile tedesca († 1442)
- Masolino da Panicale, pittore italiano
- Pierre de Nesson, poeta francese († 1442)
- Giovanni I Ventimiglia, nobile, politico e militare italiano († 1475)
- Giovanni del Palatinato-Neumarkt, conte († 1443)